# Roman Rygiel
Roman Bronisław Rygiel (ur. 1 listopada 1891 w folwarku Kaletnik k. Sejn, zm. ?) – major saperów Wojska Polskiego.

## Życiorys
Roman Rygiel urodził się 1 listopada 1891 w Folwarku Kaletnik k. Sejn, ukończył 8-klasowe gimnazjum filologiczne w Suwałkach maturę zdał w 1908. Następnie w latach 1909 – 1914 studiował w Instytucie Technologicznym w Charkowie, uzyskując dyplom inżyniera-mechanika. W trakcie I wojny światowej służył w armii rosyjskiej, a w okresie od października 1915 do listopada 1917 w szeregach Brygady Strzelców Polskich. Od listopada 1917 do czerwca 1918 służył w III Korpusie Polskim.  W listopadzie 1918 zgłosił się do Wojska Polskiego gdzie został zweryfikowany w stopniu majora i dowodził na froncie polsko-ukraińskim w okresie od listopada 1918 do maja 1919 batalionem piechoty w 23 pułku piechoty, a następnie od września do października 1919  batalionem zapasowym w 35 pułku piechoty. W okresie od października 1919 do grudnia 1920 ponownie batalionem w 23 pułku piechoty na froncie polsko-sowieckim. Od grudnia 1920 do kwietnia 1921 dowodził 9 pułkiem piechoty, a następnie od czerwca (lipca) 1921 do października 1922 dowodził 7 pułkiem saperów.
W sierpniu 1921 Komisja Weryfikacyjna wszczęła dochodzenie w sprawie posługiwania się przez niego sfałszowanymi dokumentami przebiegu służby, podejrzewając, że w rzeczywistości nie posiadał stopnia oficerskiego, uzyskanego w armii rosyjskiej. W październiku 1922 został skierowany na przymusowy urlop do czasu wyjaśnienia skierowanych przeciwko niemu oskarżeń. W lutym 1924 został na własną prośbę przeniesiony do rezerwy, a w maju 1924 został uznany winnym posługiwania się sfałszowanymi dokumentami i skazany wyrokiem Wojskowego Sądu Okręgowego Nr VII w Poznaniu na karę sześciu miesięcy więzienia. 1 lipca 1924 wyrok ten podtrzymał Najwyższy Sąd Wojskowy w Warszawie. W sierpniu 1926 orzeczeniem Oficerskiego Sądu Honorowego przy DOK VII w Poznaniu uznano go za osobę nie będącą oficerem i automatycznie wykluczono z korpusu oficerskiego. W listopadzie 1926 został rozkazem Departamentu V Wojsk Technicznych Ministerstwa Spraw Wojskowych wcielony jako szeregowy rezerwy do 7 samodzielnego batalionu łączności

## Awanse
- chorąży - 1909
- podporucznik – 1915
- porucznik –  1916
- sztabskapitan – 1916
- kapitan – 1917
- major – 1918 (ze starszeństwem od 1 czerwca 1919)[3]
- szeregowy - 1926

## Ordery i odznaczenia
- Krzyż Walecznych trzykrotnie[4]